# Saint-Antoine-du-Queyret
Saint-Antoine-du-Queyret é uma comuna francesa na região administrativa da Nova Aquitânia, no departamento da Gironda. Estende-se por uma área de 7,08 km². Em 2010 a comuna tinha 60 habitantes (densidade: 8,5 hab./km²).